# Weimarer Land
Weimarer Land là một huyện (Kreis) ở phía đông của Thüringen, Đức. Các huyện giáp ranh là: (từ đông bắc theo chiều kim đồng hồ): huyện Burgenlandkreis ở Saxony-Anhalt, huyện Saale-Holzland và thành phố Jena, huyện Saalfeld-Rudolstadt, Ilm-Kreis, thành phố Erfurt. Thành phố không thuộc huyện Weimar gần như bị huyện này bao quanh.

## Lịch sử
Lịch sử huyện có từ Großkreis Weimar, được lập năm 1922 sau khi bang Thuringia được lập. Hai thành phố Weimar và Apolda đã không thuộc huyện này. Năm 1952, huyện được chia thành hai phần Weimar và Apolda. Năm 1994, hai phần này đã được sáp nhập again, however not completely covering the territory as before 1952.

## Địa lý
Sông chính chảy qua huyện này là sông Ilm. Phía nam là các ngọn đồi trong rừng Thuringia, có đỉnh cao nhất là the Riechheimer Berg 511 m. Phía bắc ít đồi hơn, nơi có điểm thấp nhất với độ cao 120 m, nơi hợp lưu của sông Ilm và Saale. 

## Thị xã và đô thị
| Thị xã không thuộc Verwaltungsgemeinschaft         | và các đô thị |
| -------------------------------------------------- | --- |
| 1. Apolda 2. Bad Berka 3. Bad Sulza 4. Blankenhain | 1. Auerstedt 2. Eberstedt 3. Flurstedt 4. Gebstedt 5. Großheringen 6. Ködderitzsch 7. Niedertrebra 8. Obertrebra 9. Rannstedt 10. Reisdorf 11. Saaleplatte 12. Schmiedehausen 13. Wickerstedt |

| Verwaltungsgemeinschaften | Verwaltungsgemeinschaften | Verwaltungsgemeinschaften |
| --- | --- | --- |
| - 1. Berlstedt 1. Ballstedt 2. Berlstedt1 3. Ettersburg 4. Krautheim 5. Neumark2 6. Ramsla 7. Schwerstedt 8. Vippachedelhausen - 2. Buttelstedt 1. Buttelstedt1, 2 2. Großobringen 3. Heichelheim 4. Kleinobringen 5. Leutenthal 6. Rohrbach 7. Sachsenhausen 8. Wohlsborn | - 3. Grammetal 1. Bechstedtstraß 2. Daasdorf am Berge 3. Hopfgarten 4. Isseroda1 5. Mönchenholzhausen 6. Niederzimmern 7. Nohra 8. Ottstedt am Berge 9. Troistedt - 4. Ilmtal-Weinstraße 1. Kromsdorf 2. Liebstedt 3. Mattstedt 4. Niederreißen 5. Niederroßla 6. Nirmsdorf 7. Oberreißen 8. Oßmannstedt 9. Pfiffelbach1 10. Willerstedt | - 5. Kranichfeld 1. Hohenfelden 2. Klettbach 3. Kranichfeld1, 2 4. Nauendorf 5. Rittersdorf 6. Tonndorf - 6. Mellingen 1. Buchfart 2. Döbritschen 3. Frankendorf 4. Großschwabhausen 5. Hammerstedt 6. Hetschburg 7. Kapellendorf 8. Kiliansroda 9. Kleinschwabhausen 10. Lehnstedt 11. Magdala2 12. Mechelroda 13. Mellingen1 14. Oettern 15. Umpferstedt 16. Vollersroda 17. Wiegendorf |
| 1thủ phủ của Verwaltungsgemeinschaft; 2thị xã | | |